# Snap!
Pour les articles homonymes, voir Snap.
Snap! est un groupe de musique électronique et dance allemand, originaire de Francfort, du début des années 1990, dont les membres étaient en 1989 Michael Münzing (alias Benito Benites) et Luca Anzilotti (alias John Virgo Garrett III).
Snap! est surtout connu pour ses titres Rhythm Is a Dancer et The Power au début de la décennie 1990. Le premier album de Snap!, World Power, a été certifié disque d'or dans beaucoup de pays, dont les États-Unis, et disque de platine notamment en Allemagne et en Suisse. Le deuxième album du groupe, The Madman's Return, sorti en 1992, rencontra moins de succès que le précédent.
Snap! est également l'interprète de l'une des chansons de la bande originale du film Rocky 5 (1990), Keep It Up.

## Membres
Autres membres du groupe : 
- Rappeur :
  - Turbo B
- Chanteuses :
  - Jackie Harris
  - Penny Ford
  - Thea Austin
  - Niki Haris
  - Summer

## Discographie

### Albums
- 1990 : World Power
- 1992 : The Madman's Return
- 1995 : Welcome To Tomorrow
- 1996 : Attack!
- 1996 : Attack! - The Remixes
- 2000 : One Day On Earth (unreleased)
- 2001 : The Greatest Hits
- 2002 : The Power - Best Of Snap!
- 2003 : The Cult Of Snap! (US: The Power Of Snap!)

### Singles
- 1990 : The Power
- 1990 : Ooops Up
- 1990 : Cult of Snap
- 1990 : Believe the Hype
- 1990 : Mary Had a Little Boy
- 1991 : Megamix
- 1991 : Colour of Love
- 1992 : Rhythm Is a Dancer
- 1992 : Exterminate
- 1993 : Do You See The Light (Looking For)
- 1994 : Welcome To Tomorrow (Are You Ready?)
- 1995 : The First The Last Eternity (Till The End)
- 1995 : The World in my Hands
- 1996 : Rame
- 1996 : The Power '96
- 1996 : Rhythm is a Dancer '96
- 2000 : Gimme a Thrill
- 2002 : Do You See The Light 2002
- 2002 : Rhythm is a Dancer 2002
- 2003 : The Power (Of Bhangra)
- 2005 : Beauty Queen
- 2006 : Excited
- 2006 : We Want Your Soul
- 2010 : Rhythm is a Dancer 2010